# Glasgow Clan
Glasgow Clan (dříve Braehead Clan) je hokejový klub sídlící v Renfrew na západním předměstí Glasgow ve Skotsku, který hraje v Elite Ice Hockey League. Své domácí zápasy hrají v Braehead Arena, která má kapacitu 4 000 diváků.

## Historie
Klub byl založen v roce 2010 jako Braehead Clan a 3. července 2018 změnil název na Glasgow Clan. Od svého vzniku stále hraje nejvyšší soutěž Spojeného království v ledním hokeji: Elite Ice Hockey League.
V sezóně 2011/12 se kanadský útočník klubu Jade Galbraith stal nejlepším střelcem Elite Ice Hockey League a byl zvolen za nejlepšího hráče.ligy.
V sezóně 2014/15 skončil tým na druhém místě v základní části, a její trenér Ryan Finnerty vyhrál cenu ligového trenéra roku. Následující sezónu se tým zúčastnil Champions Hockey League.

## Historie pojmenování
- 2010 – 2018 Braehead Clan
- 2018 – Glasgow Clan

## Úspěchy
- Elite Ice Hockey League – 2. místo (2015), 3. místo (2016)
- Play off Elite Ice Hockey League - 3. místo (2014)

## Češi v týmu
V Glasgow Clan hráli i čeští obránci Ladislav Benýšek (2012/13), Martin Tůma (2012/13) a Michal Gutwald (2017–2019).